# ليكوود (تينيسي)
ليكوود (بالإنجليزية: Lakewood city, Tennessee)‏ هي مدينة تقع بولاية تينيسي في الولايات المتحدة. تبلغ مساحتها 2.5 كم2، وترتفع عن سطح البحر 143 م، بلغ عدد سكانها 2,302 نسمة في عام 2010 حسب إحصاء مكتب تعداد الولايات المتحدة وتصل الكثافة السكانية فيها 920.8 نسمة لكل كيلومتر مربع (2,384.9/ميل2).

## التركيبة السكانية
حدّد مكتب تعداد الولايات المتحدة بيانات التركيبة السكانية لليكوود في تعداد الولايات المتحدة. في ما يلي، التركيبة السكانية حسب تعدادي 2000 و2010.

### تعداد عام 2000
بلغ عدد سكان ليكوود 2,341 نسمة بحسب تعداد عام 2000، وبلغ عدد الأسر 985 أسرة وعدد العائلات 648 عائلة مقيمة في المدينة. في حين سجلت الكثافة السكانية 936.4 نسمة لكل كيلومتر مربع (2,425.3/ميل2). وبلغ عدد الوحدات السكنية 1,052 وحدة بمتوسط كثافة قدره 420.8 لكل كيلومتر مربع (1,089.9/ميل2).
وتوزع التركيب العرقي للمدينة بنسبة 95.26% من البيض و2.95% من الأمريكيين الأفارقة و0.26% من الأمريكيين الأصليين و0.26% من الأمريكيين ذوي الأصول الآسيوية و0.56% من الأعراق الأخرى و0.73% من عرقين مختلطين أو أكثر و1.88% من الهسبانيون أو اللاتينيون من أي عرق.
بلغ عدد الأسر 985 أسرة كانت نسبة 34.9% منها لديها أطفال تحت سن الثامنة عشر تعيش معهم، وبلغت نسبة الأزواج القاطنين مع بعضهم البعض 50.1% من أصل المجموع الكلي للأسر، ونسبة 9.8% من الأسر كان لديها معيلات من الإناث دون وجود شريك،  بينما كانت نسبة 5.9% من الأسر لديها معيلون من الذكور دون وجود شريكة وكانت نسبة 34.2% من غير العائلات. تألفت نسبة 29.1% من أصل جميع الأسر من عدة أفراد يعيشون في نفس المنزل ونسبة 8.8% كانت تتألف من شخص يعيش بمفرده يبلغ من العمر 65 عاماً أو أكثر. وبلغ متوسط حجم الأسرة المعيشية 2.38، أما متوسط حجم العائلات فبلغ 2.94.
بلغ العمر الوسطي للسكان 36.4 عاماً. وكانت نسبة 23.6% من القاطنين تحت سن الثامنة عشر، وكانت نسبة 7% بين الثامنة عشر والرابعة والعشرين عاماً، ونسبة 34% كانت واقعةً في الفئة العمرية ما بين الخامسة والعشرين والرابعة والأربعين عاماً، ونسبة 21.8% كانت ما بين الخامسة والأربعين والرابعة والستين، ونسبة 13.7% كانت ضمن فئة الخامسة والستين عاماً فما فوق. يوجد لكل 100 أنثى 100.3 ذكر، ويوجد لكل 100 أنثى في الثامنة عشر من عمرها فما فوق 95.7 ذكر.
بلغ متوسط دخل الأسرة في المدينة 37,182 دولارًا، أما متوسط دخل العائلة فبلغ 46,964 دولارًا. وكان متوسط دخل الذكور 32,880 دولارًا مقابل 26,275 دولارًا للإناث. وسجل دخل الفرد الخاص بالمدينة 18,072 دولارًا. وكانت نسبة 9.4% من العائلات ونسبة 12.4% من السكان تحت خط الفقر، وكان من هؤلاء نسبة 19.3% تحت سن الثامنة عشر ونسبة 16.9% في الخامسة والستين من العمر وما فوق.

### تعداد عام 2010
بلغ عدد سكان ليكوود 2,302 نسمة بحسب تعداد عام 2010، وبلغ عدد الأسر 939 أسرة وعدد العائلات 621 عائلة مقيمة في المدينة. في حين سجلت الكثافة السكانية 920.8 نسمة لكل كيلومتر مربع (2,384.9/ميل2). وبلغ عدد الوحدات السكنية 1,041 وحدة بمتوسط كثافة قدره 416.4 لكل كيلومتر مربع (1,078.5/ميل2).
وتوزع التركيب العرقي للمدينة بنسبة 89.18% من البيض و6.91% من الأمريكيين الأفارقة و0.52% من الأمريكيين الأصليين و0.35% من الأمريكيين ذوي الأصول الآسيوية و0.65% من الأعراق الأخرى و2.39% من عرقين مختلطين أو أكثر و2.43% من الهسبانيون أو اللاتينيون من أي عرق.
بلغ عدد الأسر 939 أسرة كانت نسبة 32.6% منها لديها أطفال تحت سن الثامنة عشر تعيش معهم، وبلغت نسبة الأزواج القاطنين مع بعضهم البعض 46.8% من أصل المجموع الكلي للأسر، ونسبة 13.3% من الأسر كان لديها معيلات من الإناث دون وجود شريك،  بينما كانت نسبة 6.1% من الأسر لديها معيلون من الذكور دون وجود شريكة وكانت نسبة 33.9% من غير العائلات. تألفت نسبة 26.5% من أصل جميع الأسر من عدة أفراد يعيشون في نفس المنزل ونسبة 7% كانت تتألف من شخص يعيش بمفرده يبلغ من العمر 65 عاماً أو أكثر. وبلغ متوسط حجم الأسرة المعيشية 2.45، أما متوسط حجم العائلات فبلغ 2.92.
بلغ العمر الوسطي للسكان 39.0 عاماً. وكانت نسبة 22.9% من القاطنين تحت سن الثامنة عشر، وكانت نسبة 6.8% بين الثامنة عشر والرابعة والعشرين عاماً، ونسبة 29.2% كانت واقعةً في الفئة العمرية ما بين الخامسة والعشرين والرابعة والأربعين عاماً، ونسبة 28.3% كانت ما بين الخامسة والأربعين والرابعة والستين، ونسبة 12.8% كانت ضمن فئة الخامسة والستين عاماً فما فوق. وتوزع التركيب الجنسي للسكان بنسبة 48.5% ذكور و51.5% إناث.

## وصلات خارجية
- الموقع الرسمي